# Partei der Regionen

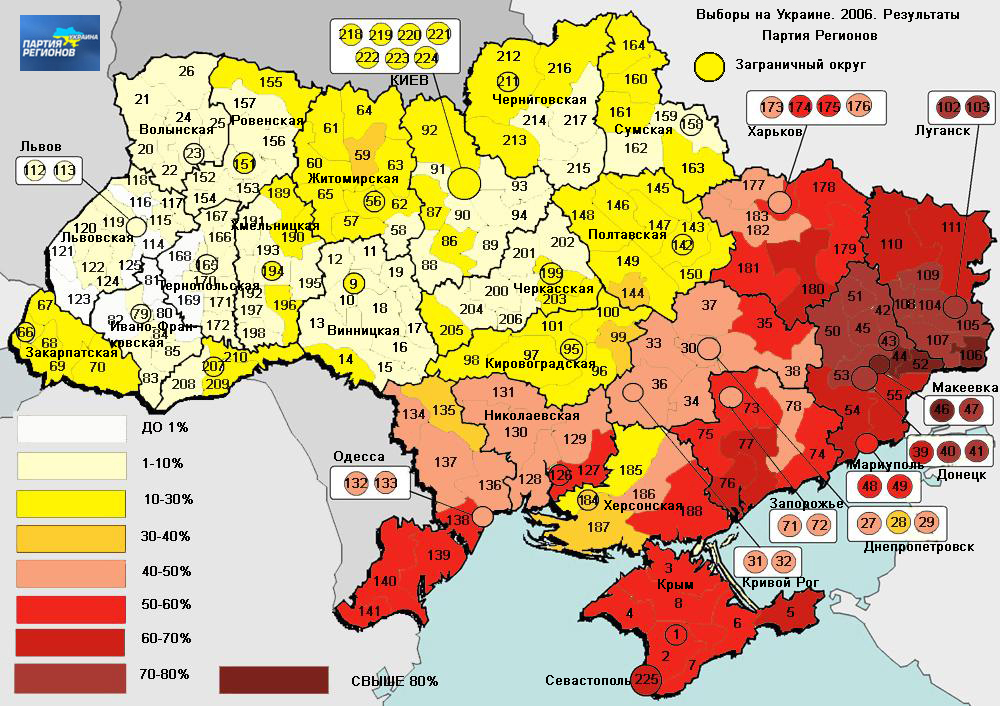
Wähler der Partei der Regionen bei den Parlamentswahlen 2006

Die Partei der Regionen (PR) ist eine politische Partei in der Ukraine. Sie stellte zwischen dem 25. Februar 2010 und dem 22. Februar 2014 mit Wiktor Janukowytsch den Präsidenten der Ukraine.

## Geschichte
Die Partei der Regionen wurde 1997 zunächst unter dem Namen „Partei der regionalen Wiedergeburt der Ukraine“ gegründet. Offiziell registriert wurde sie erst im Jahr 2000 und gab sich nach der Fusion mit vier weiteren Parteien, darunter auch Solidarnost von Petro Poroschenko, 2001 ihren heutigen Namen. Ursprünglich unterstützte die PR den Präsidenten Leonid Kutschma und trat bei den Parlamentswahlen 2002 dem regierungsnahen Wahlblock Für eine vereinigte Ukraine bei. Parteivorsitzender war von Dezember 2001 bis Februar 2010 Wiktor Janukowytsch, seitdem bekleidet Mykola Asarow dieses Amt. Das Wählerpotenzial der Partei lag stets ganz überwiegend im Osten und auch im Süden der Ukraine. So erreichte die PR in der Oblast Donezk bei den Parlamentswahlen im Oktober 2012 über 65 % der Stimmen und in der benachbarten Oblast Luhansk 57 %. Ihre schlechtesten Wahlergebnisse erzielte sie hingegen in den westukrainischen Oblasten Ternopil mit 6,4 % und Iwano-Frankiwsk mit 5,2 % der Stimmen. Der Partei der Regionen wurde und wird oft vorgeworfen, die Interessen der Oligarchen des ostukrainischen Industriegebietes, wie etwa von Rinat Achmetow, zu vertreten.
Zu den Präsidentschaftswahlen 2004 nominierte die PR erstmals Wiktor Janukowytsch als Kandidaten und gab ihrem politischen Programm eine linkspopulistische Ausrichtung, auch um so Wähler der Kommunistischen Partei zu gewinnen. Die Partei der Regionen kündigte an, im Falle ihres Wahlsieges die russische Sprache zur zweiten Amtssprache des Landes zu erheben, einen föderativen Staatsaufbau anzustreben und sich außenpolitisch deutlicher an Russland anzulehnen. Es bestehen enge Kontakte zwischen der PR und der russischen Staatsführung. So gibt es eine vertraglich geregelte Partnerschaft mit der Regierungspartei Einiges Russland.
Nach der sogenannten Orangen Revolution und der Niederlage ihres Präsidentschaftskandidaten Janukowytsch gegen Wiktor Juschtschenko in der Stichwahl vom 26. Dezember 2004 wechselte die Partei in die Opposition.
Bei den Parlamentswahlen im März 2006 wurde die Partei der Regionen mit 32,1 % überraschend die stärkste Kraft und gewann 186 der 450 Sitze in der Werchowna Rada. Nach dem Scheitern der Bildung einer „Orangen Koalition“ und dem Wechsel der Sozialisten an die Seite der Partei der Regionen, bildete sie mit den Sozialisten und den Kommunisten eine Koalition. Zwar sprach sich die PR im Gegensatz zu den westlich orientierten Parteien gegen eine NATO-Mitgliedschaft der Ukraine aus, jedoch unterstützte sie einen EU-Beitritt des Landes. Sie rückte somit von ihrer außenpolitischen Orientierung an Russland ab.
Bei den vorgezogenen Parlamentswahlen 2007 konnte die PR ihre Position als stärkste Kraft im Parlament behaupten und erreichte mit 34,4 % sogar einen höheren Stimmenanteil als 2006. Der Block Julia Timoschenko und die Wahlallianz Unsere Ukraine/Nationale Selbstverteidigung, die beiden Hauptgegner der PR, erreichten jedoch gemeinsam eine knappe parlamentarische Mehrheit, da der bisherige Koalitionspartner der PR, die Sozialistische Partei, knapp an der Drei-Prozent-Hürde scheiterte. Nach der Wahl rief der damalige Staatspräsident Juschtschenko angesichts der knappen Mehrheit des „orangen“ Lagers dazu auf, die Partei der Regionen an der Regierungsbildung zu beteiligen. Dennoch wurde eine Regierung ohne die PR gebildet.
In den folgenden Jahren verfolgte die PR im Parlament weitgehend eine Blockadetaktik. So wurden die Wahl eines neuen Parlamentspräsidenten und einer neuen Regierung hinausgezögert. Abgeordnete der PR und der Kommunisten blockierten wiederholt das Parlamentspräsidium im Sitzungssaal der Werchowna Rada und verhinderten so Debatten und Abstimmungen. Nach der Wahl der Regierung nahm die Partei Anfang 2008 das öffentliche Eintreten des Parlamentspräsidenten für einen NATO-Beitritt der Ukraine zum Anlass, um erneut die Arbeit des Parlaments zu sabotieren, wodurch diese zeitweise völlig zum Erliegen kam. Diese Blockadepolitik stieß auch in der eigenen Partei auf Kritik.

### Nach den Präsidentschaftswahlen 2010

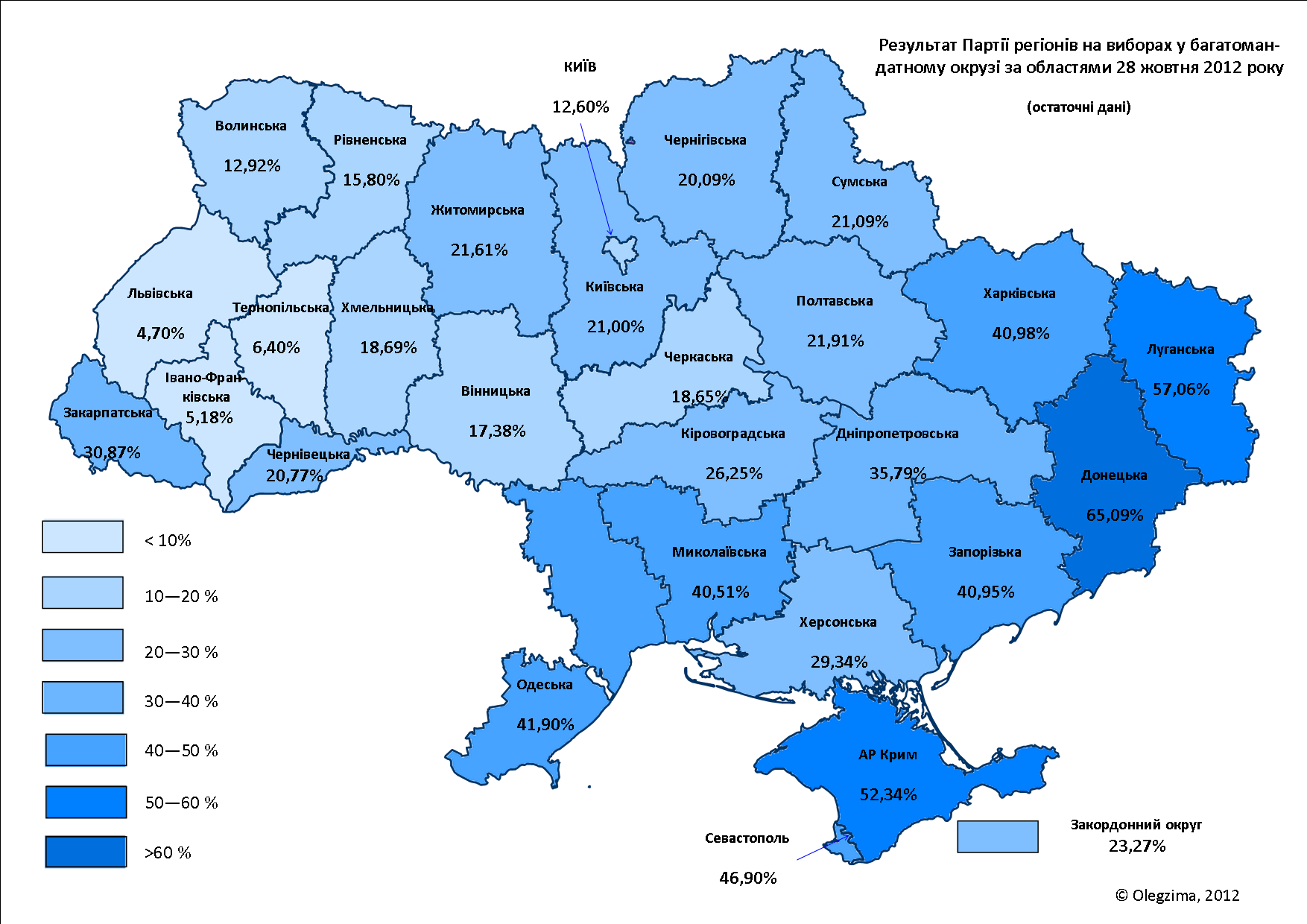
Stimmenanteil der Partei der Regionen bei der Parlamentswahl 2012 nach Oblasten

Janukowytsch kandidierte bei den Präsidentschaftswahlen im Januar 2010 erneut als Kandidat der PR und konnte die Stichwahl am 7. Februar 2010 gewinnen.
Am 17. März 2012 schloss sich die Partei „Starke Ukraine“ der Partei der Regionen an.
Viktor Janukowytsch wurde am 25. Februar 2010 Präsident der Ukraine. Bei den Parlamentswahlen 2012 erreichte die PR 30,0 % der Stimmen. Sie verfügte damit über 187 Sitze in der Werchowna Rada.

### Nach dem Euromaidan 2014
Nach dem Euromaidan 2014 verließen 72 Abgeordnete der PR die Parlamentsfraktion. Fraktionschef Oleksandr Jefremow nannte Janukowytsch einen „Verräter“.
Nach dem Krim-Referendum und dem Ausbruch des russischen Kriegs in der Ukraine Anfang 2014 forderte Oleh Zarjow am 17. März zur Beruhigung der Lage eine weitgehende Autonomie der östlichen Landesteile und sprach sich für eine Änderung der ukrainischen Verfassung hin zu einem föderalen System aus. Bedingung für eine Regierung der nationalen Einheit sei die Rücknahme des vom Parlament nach dem Umsturz im Februar erlassenen Sprachengesetzes. Abgeordnete der Partei der Regionen beschuldigten die neue Führung des Landes, für den Verlust der Krim verantwortlich zu sein. Die Rada-Abgeordnete Irina Gorina forderte das Parlament am 20. März dazu auf, anzuerkennen, dass die Revolution in Kiew die Bevölkerung der Krim verängstigt habe, und warb bei den anderen Abgeordneten dafür, ihre Aufmerksamkeit auf die prorussische Bevölkerung des Landes zu richten. Arsenij Jazenjuk warf sie vor, erst am 18. März begonnen zu haben, mit dem Süden und Osten des Landes „in einer menschlichen Sprache“ zu reden. Sein Versprechen, die russische Sprache nicht zu verbieten und den Regionen mehr Unabhängigkeit zuzugestehen, habe viel früher kommen müssen.
Am 28. März 2014 erklärte Janukowytsch seinen Austritt aus der Partei. In den Wochen nach dem Maidan-Umsturz verlor die Partei auch in ihren traditionellen Hochburgen massiv an Mitgliedern.
Am 29. März wurde Mychajlo Dobkin auf einem Parteitag in Kiew zum Präsidentschaftskandidaten der Partei der Regionen nominiert; andere Bewerber um die Kandidatur waren Jurij Bojko, Serhij Tihipko und Oleh Zarjow. Dobkin spricht sich dafür aus, dass die Gouverneure der Regionen demokratisch gewählt und nicht vom Präsidenten bestimmt werden sollen, und setzt sich zudem für die Umwandlung der Ukraine in einen Bundesstaat ein. Der Parteitag beschloss außerdem den Ausschluss Janukowytschs, der ehemaligen Ministerpräsidenten Mykola Asarow (als amtierender Parteivorsitzender) und Serhij Arbusow sowie weiterer mit der Amtszeit Janukowytschs verbundener Politiker.
Am 7. April 2014 beschloss die Partei der Regionen, die selbstständigen Kandidaten zur Präsidentschaftswahl am 25. Mai 2014, Jurij Bojko, Serhij Tihipko und Oleh Zarjow auszuschließen.
Die Partei der Regionen nahm an der Parlamentswahl in der Ukraine 2014 nicht teil. Stattdessen kandidierten viele ehemalige Mitglieder für den Oppositionsblock.
Im Jahr 2015 trat der seit einem Jahr amtierende Vorsitzende Kolesnikow aus der Partei aus und wechselte in den Oppositionsblock, dessen Vorsitzender er gemeinsam mit Jurij Bojko seit 2016 ist. Zum neuen Vorsitzenden der Partei der Regionen wurde Igor Tschitschasow ernannt.

## Politiker
Wichtige Vertreter der PR sind:
- Mychajlo Dobkin, bis März 2014 Gouverneur der Oblast Charkiw, Kandidat der Partei bei den Präsidentschaftswahlen 2014 im Mai 2014[10]
- Oleksandr Jefremow
- Rinat Achmetow, Unternehmer
- Andrij Kljujew, ehemaliger Erster Stellvertretender Ministerpräsident, ehemaliger Sekretär des Nationalen Sicherheits- und Verteidigungsrats der Ukraine
- Oleksandr Wilkul, ehemaliger Vizepräsident der Ukraine

ehemalige Mitglieder:
- Wiktor Janukowytsch, ehemaliger Ministerpräsident und ehemaliger Präsident der Ukraine
- Rajisa Bohatyrjowa, ehemalige Sekretärin des Nationalen Sicherheits- und Verteidigungsrats der Ukraine, ehemalige Fraktionsvorsitzende
- Serhij Tihipko, Unternehmer und selbstständiger Präsidentschaftskandidat 2014[1]
- Jurij Bojko, selbstständiger Präsidentschaftskandidat 2014[1]
- Oleh Zarjow, selbstständiger Präsidentschaftskandidat 2014[1] (später zurückgezogen)